# Histoire de l'ancien collège Saint-Augustin de Bitche
Le Collège Saint-Augustin, Séminaire Épiscopal se situe dans la commune française de Bitche et le département de la Moselle. Il s'agit d'un établissement d'enseignement et de formation relevant directement de Mgr l'Évêque de Metz, qui en définit la spécificité. Le collège Saint-Augustin est sous contrat avec l'État depuis 1969, ayant statut cultuel public.

## Installation des Capucins
L'actuel collège Saint-Augustin trouve son origine plus de deux siècles et demi en amont, dans un établissement intra muros, situé à l'intérieur de la ville de Bitche.
Au XVIIIe siècle, Bitche n'est qu'un bourg de cent-cinquante feux. Au plan de la vie ecclésiastique, Schorbach est le siège de l'église-mère et administre les paroisses de Bitche, Hanviller, Haspelschiedt, Lengelsheim, Reyersviller, Mouterhouse et les autres hameaux et lieux-dits des alentours. Bitche n'a pas de prêtre desservant. Ce sont des Pères Capucins, établis en ville depuis 1627, qui interviennent efficacement dans l'administration religieuse de la paroisse. 
Faute d'effectifs, ils sont contraints de quitter la ville en 1722, mettant leur ancienne résidence à la disposition du duc de Lorraine, Léopold Ier. Le Provincial des Augustins Rhéno-Souabes présente de sérieuses prétentions à la succession et demande au syndic de Bitche, Jean Poertner, bavarois, donc lui aussi d'obédience germanique, d'intervenir personnellement auprès du duc pour qu'il réserve une suite favorable à sa requête. Poertner plaide en sa faveur et obtient gain de cause : le 6 février 1724, on lui remet une ordonnance signée de la main royale, octroyant l'ancien couvent des Capucins aux Augustins.

## Arrivée des Augustins

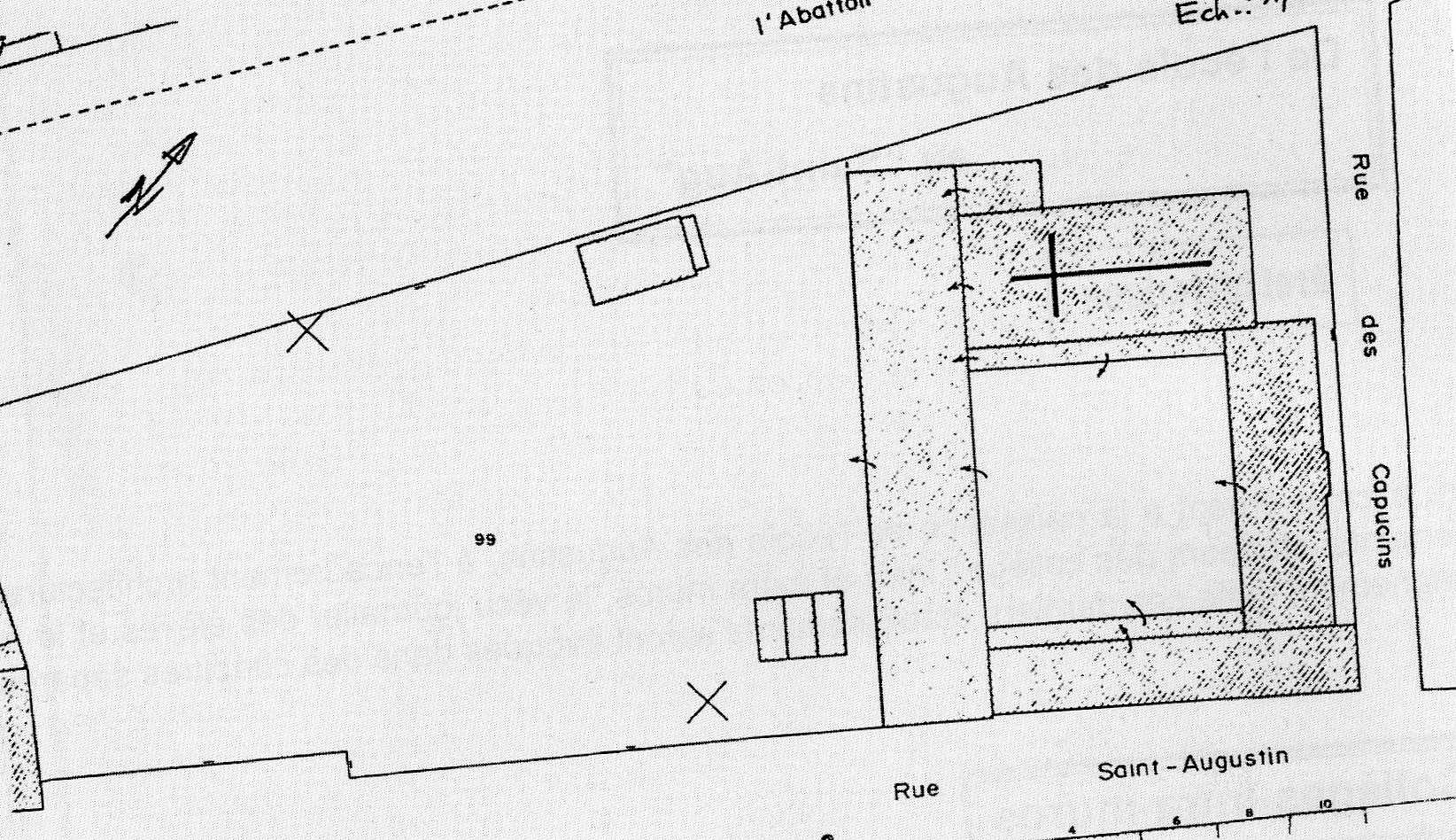
Relevé cadastral de la ville de Bitche

Le 5 avril de la même année, débarquent à Bitche les Pères Augustins Jean Will, Émilien Keller et le frère Liberatus Freisich, délégués pour prendre possession de l'ancienne résidence des Capucins. Le 10 mars 1727, le Père prieur, Jean Will, pose la première pierre d'une chapelle. Deux ans plus tard, il entreprend la construction d'un couvent à partir de l'aile jouxtant la partie sud-ouest du jardin et c'est ce couvent qui abritera pendant deux siècles le futur collège Saint-Augustin. Prieuré et classes monacales prévus pour accueillir entre quinze et dix-huit religieux, sont complétés par deux chambres supplémentaires à l'usage de salles de classe. Le couvent est construit sur un terrain trapézoïdal d'une longueur d'environ quarante-cinq mètres du côté des rues Saint-Augustin et de l'Abattoir et d'une base de cinquante-et-un mètres du côté sud et soixante-cinq mètres au nord, du côté de la rue des Capucins.

## Ouverture de l'école
Dès 1731, les Pères créent une école monacale dans laquelle sont enseignées la rhétorique, la poésie, la syntaxe, les sciences mathématiques. La nature de l'enseignement est en rapport avec la qualité des enseignants, en majorité issus du gymnase de Münnerstadt près de Bad Kissingen en Franconie, institut considéré comme l'École Normale des Pères Augustins.
À Bitche, l'ouverture d'une école répond à un besoin impérieux. À cette époque, la ville compte quelque 1 500 habitants et est le siège d'un important état-major de forteresse, fort de dix officiers, auxquels s'ajoutent des officiers de la garnison de la ville. Tout ce monde s'évertue à faire bénéficier sa progéniture d'une solide instruction dispensée sur place, les établissements de Sarre-Union et de Sarreguemines étant jugés trop éloignés. Pour dépanner, la ville nomme le Bitchois Fennard professeur de latin, à condition d'instruire les enfants à son domicile. La première école supérieure de Bitche était née. 

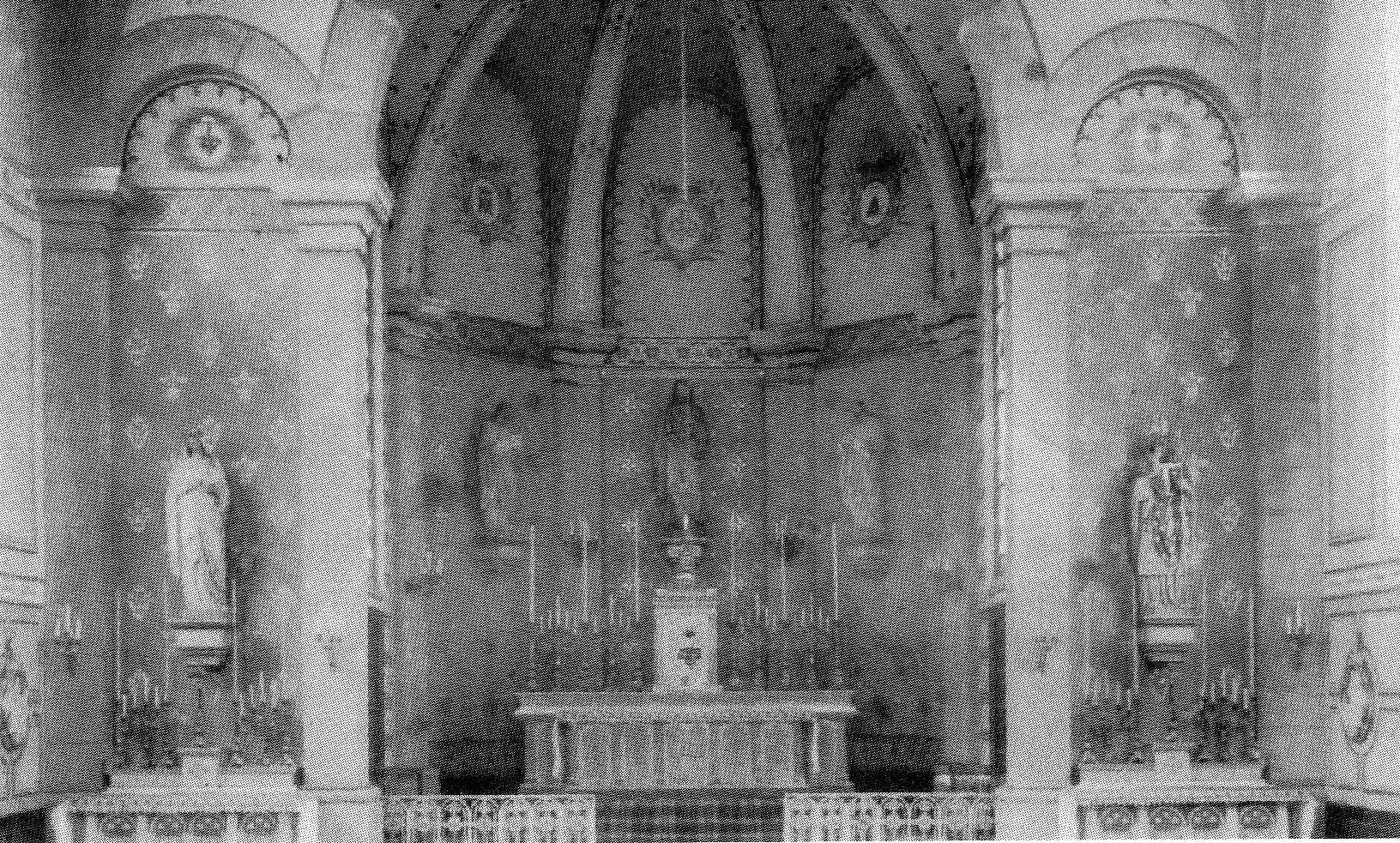
La chapelle de l'ancien collège

Par la suite, Fennard accepte le poste de régent de l'école communale de la ville, mettant ainsi fin à l'existence d'une école supérieure. Les Augustins prennent la relève. Au début, leurs élèves sont répartis dans deux salles aménagées à l'intérieur du couvent. En attendant la construction d'une troisième salle de classe, les cours ont lieu dans une nouvelle construction à l'extérieur du couvent. La fréquentation est bonne et à la veille de la Révolution, l'établissement compte une centaine d'élèves.

## Période révolutionnaire
À l'avènement de la Révolution française et en exécution du décret du 13 février 1790, l'école ferme ses portes. Tous les Pères sont limogés, à l'exception du frère Zimmer, qui prête le serment constitutionnel. Le couvent est fermé le 17 juin 1791 et déclaré bien national. Les locaux servent tour à tour de casernement et de magasin d'avoine pour l'armée. La municipalité y autorise même, à titre provisoire, l'exploitation d'un abattoir. Le 20 janvier 1793, on y installe un hôpital et le 17 avril de la même année, on y cuit le pain. La brigade de gendarmerie est installée dans l'aile située à côté de la rue principale. L'ancien réfectoire des Pères sert de lieu de réunion au conseil municipal.
L'absence d'enseignement soulève une vague de protestation. Sous la pression de la population, le maire et le conseil municipal demandent au préfet l'ouverture d'une école secondaire dans les locaux du couvent abandonné. Le Gouvernement y consent et, le 19 brumaire an XII (11 novembre 1803), publie le décret suivant : Le gouvernement de la République, vu la loi du 11 floréal an X, les arrêtés du 4 messidor et du 30 frimaire an XI, arrête ce qui suit : La commune de Bitche, département de la Moselle, est autorisée à établir une école secondaire dans la partie du couvent des ci-devant Augustins, non occupée par la Gendarmerie, qui lui est concédée à cet effet, à la charge pour la dite commune de remplir les conditions prescrites par l'arrêté du 30 frimaire an XI. Le premier consul Napoléon Bonaparte signe donc personnellement l'acte de naissance du collège Saint-Augustin, alors que trente élèves fréquentent l'école. Ils ne sont pourtant pas assez nombreux pour poursuivre l'exploitation de l'établissement. Après un an et demi d'activité, la municipalité se voit contrainte d'accorder une rallonge de fonctionnement de l'ordre de 1200 francs. Trois ans après son ouverture, le 2 mai 1806, le conseil municipal décide la suspension des activités de l'école secondaire pour céder la place à une école primaire.

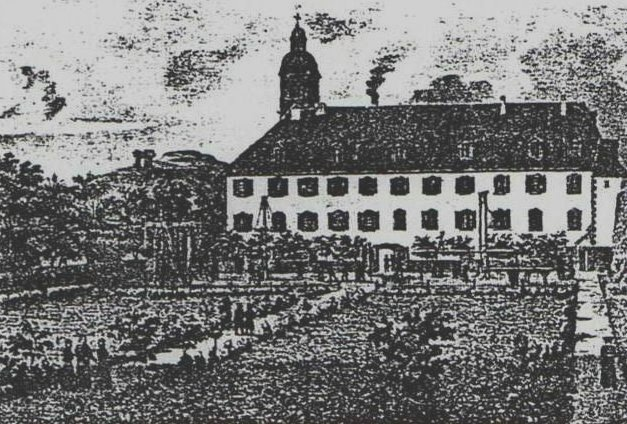
Façade sud-ouest de l'ancien collège

Pour ne pas aliéner les faveurs de Napoléon, le maire Fallciola fait bénir, le 9 juin 1811, une cloche destinée à l'église des Augustins et dédiée au Roi de Rome, fils de l'empereur. Une ordonnance royale du 5 octobre 1814 accorde à nouveau aux évêques le droit de fonder une école secondaire, en plus du séminaire et la ville de Bitche est donc habilitée à ouvrir une de ces écoles. Fort de la nouvelle règlementation, l'enseignement secondaire reprend timidement sous l'autorité de quelques clercs venus à Bitche préparer des jeunes gens au sacerdoce.
À partir de l'année scolaire 1818, l'abbé Nicolas Cordier assure la direction de cet embryon d'école, installée dans les locaux de l'ancienne mairie et à son départ, le 29 septembre 1826, il est remplacé par l'abbé Desquilbet. Le 4 janvier 1825, le maire Meschini propose à l'évêque de Metz, Mgr Besson, la prise en charge de l'ancienne école des Augustins. Sur l'insistance de la municipalité et en considération des services que ce collège pourrait lui rendre à l'avenir sur le plan du ministère pastoral par la diversification de l'instruction en langue allemande et française, l'évêque demande au ministre de l'Instruction publique l'autorisation d'ouvrir des cours à Bitche et elle lui est accordée. Mais avant de s'engager définitivement, le prélat dicte à la municipalité ses propres conditions d'acceptation : 
- libérer en faveur du collège les deux étages du couvent, le rez-de-chaussée restant réservé à l'école primaire,
- y ajouter le jardin et la cour,
- accorder une subvention annuelle de 800 francs en compensation de l'accueil de plusieurs enfants pauvres,
- accorder des lots de bois d'affouage aux professeurs,
- entretenir les bâtiments.

Après accord, le conseil municipal transmet le dossier aux autorités rectorales de Nancy qui l'approuvent. La construction qui doit servir d'école est massive, certes, mais la disposition intérieure est mal adaptée aux exigences et les locaux sont exigus. De plus, elle est vétuste, ce que décèlent des vestiges séculaires. En effet, de l'encadrement du soupirail pratiqué à proximité de l'entrée du temple, ressort l'inscription, plutôt grattée que taillée dans le grès : Memento mori, hodie mihi, cras tibi, 1777 (Souviens-toi que tu dois mourir. Aujourd'hui c'est à moi, demain à toi, 1777). 

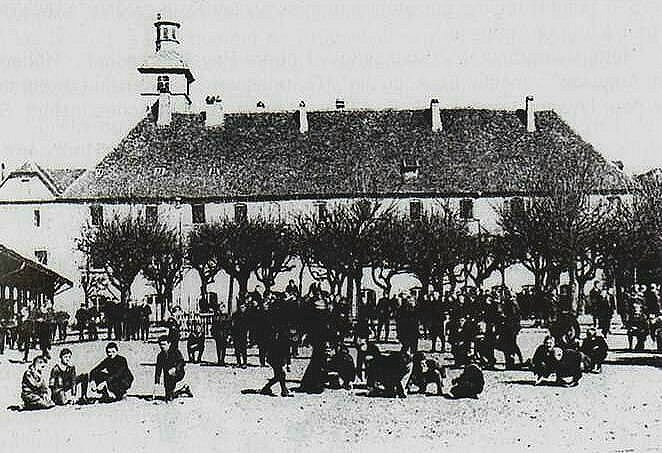
La cour des internes

Cette inscription n'est guère insolite quand on sait que c'est par cette ouverture que les ermites glissaient les cercueils de leurs confrères décédés. Cette manière d'agir est confirmée en 1902 lorsqu'en creusant un canal pour le calorifère sont découverts deux squelettes, un chapelet à grains noirs et une médaille en laiton, derniers vestiges des religieux. L'évêque nomme supérieur du collège l'abbé Hardy, personnalité remarquable et travailleur infatigable. Aussitôt, ce dernier prend toutes les dispositions pour que la rentrée puisse se faire dès le 1er novembre 1827. Et tout semble être réglé quand le préfet, qui a été tenu à l'écart des tractations, fait opposition à cet accommodement aux motifs que :
- la délibération du conseil municipal a été illégale,
- les buts et les financements de l'établissement sont trop vagues et les finances municipales de la ville de Bitche ne supporteraient pas de dépenses supplémentaires,
- l'absence de l'accord de l'université pour la création d'un collège.

Un peu par bravade, le conseil municipal de Bitche vote, le 10 octobre 1825, une motion demandant l'ouverture d'un petit séminaire, alors que le 13 août il parlait d'un collège. Le préfet ne desserre pas son étreinte pour autant et finalement, pour mettre fin à la discorde, le conseil municipal, en vertu du décret consulaire et fort du soutien du recteur, décide le 28 octobre 1827, la continuation du collège. Le 1er novembre 1827, le collège Saint-Augustin est né définitivement et aussitôt, ouvre ses portes à soixante élèves.
Les années passent et à la longue, l'abbé Hardy s'avère être un piètre administrateur doué d'un financier médiocre. Certaines années, le tiers seulement des élèves paye la pension complète. Pour compenser le manque de ressources, il se tourne vers l'agriculture, croyant récupérer par ce biais une partie de la valeur des pensions non réglées. Il paye de sa personne sans pouvoir pour autant redresser la situation. Finalement, l'évêché se voit contraint de confier la gestion matérielle à un jeune prêtre, l'abbé J-M Kieffer. Quatre années plus tard, celui-ci quitte le collège sans avoir pu assainir la trésorerie, laissant à l'abbé Hardy le soin de se débattre seul avec l'obsédant aspect financier. Le 20 avril 1857, il quitte ce monde, laissant un passif de 60 000 francs de l'époque. Son successeur, l'abbé Guépratte, tire avantage du repli de la gendarmerie, qui déménage le 1er janvier 1859. La nue-propriété des locaux vacants retourne à la ville qui les met à la disposition du collège. Vers les années 1869, le Supérieur construit un nouveau dortoir, l'ancien se révélant trop petit.

## Guerre de 1870

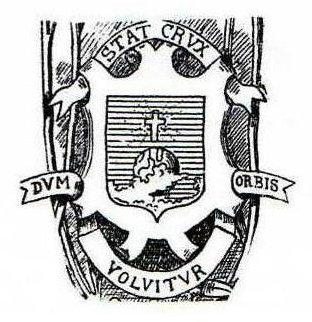
Ancienne devise du collège

En 1870 éclate la guerre franco-allemande et le 19 juillet, fin de l'année scolaire, tous les élèves sont renvoyés dans leurs familles. Le collège ferme provisoirement ses portes tandis que les hostilités causent des ravages. En ville, quelque trois cents maisons sont sérieusement touchées par les bombardements incessants. Le collège est préservé par le drapeau blanc flottant sur le toit. Le Supérieur, assisté de l'abbé Guérin, y soignent les blessés. Le 19 avril 1871 débute la nouvelle année scolaire, qui se terminera le 5 septembre 1871. Avec la parution de la loi de 1873 fixant le régime des établissements scolaires, la caractérisation de l'établissement est fluctuante et tour à tour on l'appelle : Lehranstalt, Knabenseminar, Höhere Lehranstalt, Kollegium, Höhere Privatlehranstalt, Höhere Schulanstalt, Seminar, Stift St. Augustin, Institut St. Augustin, Gymnasium St. Augustin (arrêté du 23 septembre 1912 du ministère pour l'Alsace-Lorraine), et enfin Bischöfliches Institut St. Augustin. 
Stat Crux dum volvitur (la Croix demeure inébranlable pendant que le monde tourne) devient la devise officielle du collège et l'abbé Lamberton prend la relève à compter du 1er septembre 1884. Fils d'un chef de chantier de la citadelle, il met ses talents innés de constructeur au service du collège qui éclate dans ses murs d'origine. En 1888, il acquiert la maison Staub, l'ancienne maison Conrad, située au-delà de la rue qui longe le collège et y installe les Sœurs et l'infirmerie. L'année suivante, il fait creuser un souterrain, encore praticable aujourd'hui, reliant l'ancien collège au nouveau bâtiment. De 1889 à 1891, après avoir démoli les masures en face de la porte principale, il construit vis-à-vis de l'entrée de la chapelle, un bâtiment réservé à la cuisine et aux réfectoires. Il arrange une salle des fêtes au 1er étage.

## Début des difficultés

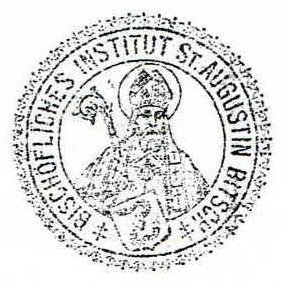
Ancien cachet du collège

Bientôt, l'espace réservé aux dortoirs pose problème, en raison de l'augmentation constante du nombre d'élèves. Il y a certes les grands dortoirs dans le bâtiment de la gendarmerie, mais malgré cela, une bonne demi-douzaine de jeunes se trouvent disséminés un peu partout dans l'établissement. Le Supérieur, l'économe et quelques professeurs disposent d'un appartement miniature dans l'enceinte du collège, mais les autres demeurent, après 1896, dans les maisons nouvellement acquises. Vers les années 1896, le directeur récupère deux maison situées le long de la rue principale, la rue Teyssier, les maisons Lamberton et Ichtherz, qu'il intègre dans la surface d'habitation existante. Après quelques accommodements, un nouveau réfectoire et un petit dortoir occupent le rez-de-chaussée. Aux étages, deux grands dortoirs (40 à 50 élèves) sont aménagés et le réfectoire derrière le chœur de la chapelle se voit libéré au profit d'une nouvelle sacristie, l'ancienne cédant la place à deux petits autels réservés aux professeurs.
L'affaire des dortoirs à peine solutionnée, surgit un nouveau problème : celui des salles d'étude trop exigües. Pour y remédier, pour autant qu'il puisse le faire dans l'ordonnance d'un établissement très vieux et peu fonctionnel, le directeur procède au cours des années 1889 et 1900 à quelques permutations. En 1889, l'infirmerie et les appartements de la communauté des Sœurs sont transférés dans la maison Lamberton et l'année suivante sont agencés l'aula et à l'étage supérieur, un dortoir et des vestiaires. La cour des internes est agrandie jusqu'à la hauteur de la maison Willigen, reléguant le potager de l'établissement à un endroit plus approprié. Bien malin qui pourrait retracer fidèlement les remaniements intérieurs subis au cours des années d'existence.

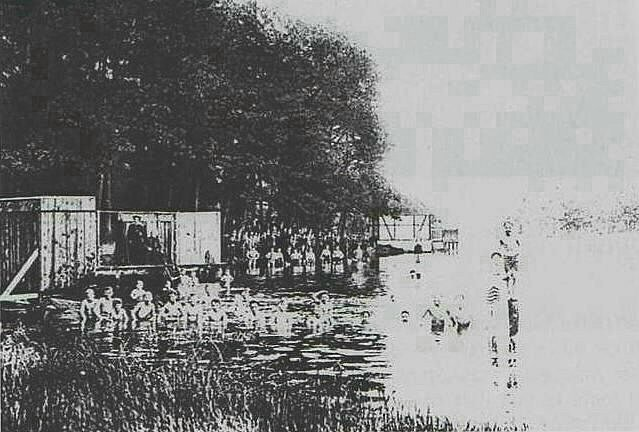
Ponton des élèves

L'hygiène reste l'une des préoccupations essentielles. Jusqu'à présent, les élèves font leurs ablutions aux lavoirs, mais elles ne sont pas autorisées en deçà de la ceinture, sous peine de sanction. Il n'y a pas de douches et pour les deux-cent-cinquante personnes de la maison, une seule petite chambre de bains à une seule baignoire, est prévue pour ceux qui désirent prendre un bain. Les plus prévoyants s'organisent pour prendre des bains de pieds à la buanderie, ce qui ne peut se faire qu'après entente préalable. Les Sœurs sont reléguées dans des chambrettes basses et humides. 
Conscient de ces inconvénients, l'abbé Lamberton fait aménager à l'étang de Hasselfurth, non loin du collège et lieu prédestiné pour les promenades des semaines d'été, un ponton faisant usage de cabines pour les baigneurs. En été, seuls les élèves des classes participant à la promenade au Hasselfurtherweiher y ont accès, et ceci pour un espace de temps limité, classe après classe. Ce choix est d'autant plus apprécié que la pièce d'eau est située aux abords d'une grande forêt, riche en myrtilles, qui parfument agréablement le morceau de pain sec alloué pour le goûter. C'est dans cet espace sanitaire que se noie le 26 juin 1929, l'abbé Brustlé, économe du collège. Les nombreux remaniements, réalisés en accord avec Mgr Fleck, évêque de Metz, lui-même ancien élève du collège, débouchent sur une amélioration toute relative de la vie de tous les jours, sans éradiquer les vraies causes du mal : exiguïté, insalubrité naissante, irrationalité et instabilité, dont les exemples foisonnent.
Écrasée par la lourde charpente du toit, une des façades développe un fléchissement inquiétant et pour parer ce danger, il faut échafauder à l'intérieur du collège un système de poutres en fer afin de soulager le poids. La conciergerie est dans un état misérable et sert tour à tour d'atelier, de salle à manger, de chambre à coucher et, au besoin, même d'infirmerie. L'eau de pluie s'infiltre dans le tunnel reliant les deux bâtisses du collège. Dans les quatre salles d'étude, faute de soleil, la lumière doit rester allumée en plein jour et les maîtres occupent pour la plupart des cellules étriquées, donnant sur un couloir obscur. Le collège ne résiste donc pas à l'érosion du temps, mais essaie d'y faire face. 
Le 16 novembre 1912, un séisme ébranla la région de Bitche. La terre qui tremble provoque des sueurs au Supérieur Lamberton, mais la structure tient ferme et le séisme ne cause pas de dégâts. En 1899, à la mort de Mgr Fleck, Mgr Karst, vicaire capitulaire, signe avec la ville de Bitche, toujours propriétaire légale de l'établissement, un bail de quatre-vingt-dix-neuf ans. Il est à noter que deux évêques, Mgr Fleck et Mgr Schang, ainsi que huit cents prêtres et religieux environ sont issus du collège.
L'histoire se doit d'évoquer un événement tragique qui endeuilla le collège. Le 22 janvier 1925, Raymond Pinck, élève de troisième, décède des suites d'une méningite. Le lendemain, son corps, recouvert d'un léger voile, est exposé dans une salle de classe aménagée en chambre mortuaire. Les élèves s'y relaient toute la nuit et les obsèques sont célébrées le surlendemain dans la chapelle du collège. À l'issue de l'office, le cortège funèbre se rend à la gare de Bitche et six de ses condisciples portent le cercueil. Au passage du convoi, les cloches du collège, relayées par celles de l'église paroissiale, sonnent à toute volée et à la gare, le cercueil est déposé dans un fourgon où l'on procède aux dernières aspersions avant le départ vers le lieu de repos définitif.